# Lorenzo Gafà
Lorenzo Gafà (1639-1703) was een Maltese barok-architect en beeldhouwer. Hij ontwierp tal van kerken op de Maltese eilanden, waaronder de Sint-Pauluskathedraal in Mdina en de Kathedraal van Maria-Tenhemelopneming in Victoria op het eiland Gozo. Hij was de jongere broer van de beeldhouwer Melchiorre Cafà.